# Hunters Hill
Hunters Hill (« la colline d'Hunter ») est une ville australienne de l'agglomération de Sydney, située dans la municipalité de Hunter's Hill en Nouvelle-Galles du Sud.

## Géographie
La ville est située sur une petite péninsule qui s'allonge entre le fleuve Parramatta au sud et la Lane Cove au nord, à 9 km au nord-ouest du centre-ville de Sydney.

## Démographie
La population s'élevait à 8 994 habitants en 2011 et à 9 528 habitants en 2016.

## Histoire
Le nom aborigène du site Mookaboola ou Moocooboola signifie « rencontre des eaux » du fait de la confluence entre les deux rivières.
Son nom actuel lui a été attribué en hommage à l'amiral John Hunter, deuxième gouverneur de Nouvelle-Galles du Sud de 1795 à 1800.
Fondée en 1847 par les Français Jules et Didier Joubert, Hunters Hill devient le centre de la municipalité du même nom en 1861.

## Jumelage
Le Vésinet (France) depuis 1998